# Jiangxi Copper
Jiangxi Copper (chinois simplifié : 江西铜业 ; chinois traditionnel : 江西銅業 ; pinyin : Jiāngxī tóngyè) est une entreprise chinoise qui produit et commercialise du cuivre et de l'or.

## Sites
- Mine de Dexing